# Charles Bonnier
Pour les articles homonymes, voir Bonnier.
Charles Bonnier, né le 7 juin 1863 à Templeuve et mort le 31 décembre 1926 à Cannes, est un linguiste et militant politique français, frère de l'architecte et peintre Louis Bonnier, du zoologiste Jules Bonnier, du neurologue et psychiatre Pierre Bonnier et oncle du résistant Claude Bonnier.

## Biographie
Élève de l'École des chartes à partir de 1882, Charles Bonnier y suit les enseignements de philologie de Gaston Paris, Arsène Darmesteter et Ferdinand de Saussure. Il consacre sa thèse aux chartes en langue romane de Douai au XIIIe siècle. Ce travail, qui critique la doxa scientifique de l’époque en relativisant notamment l’importance des chartes pour la reconstruction de l'idiome national, suscite l'hostilité de Paul Meyer, alors directeur de l’École. Sur le conseil de Gaston Paris, Bonnier part alors compléter sa formation auprès de Hermann Suchier à l'université de Halle (Allemagne) où en 1888, il soutient avec succès une nouvelle thèse. Quelques mois plus tard, il est toutefois révoqué de son poste de lecteur à Halle, sans doute en raison des lois antisocialistes promulguées quelques années auparavant.
La carrière professionnelle de Charles Bonnier se déroule entièrement en Angleterre, où il enseigne successivement à Oxford, puis à Liverpool. À l’université de Liverpool, il occupe à partir de 1905 la première chaire de langue et littérature française. Il y fait la connaissance d'Engels, dont il devient un intime, et participe aux côtés de Jules Guesde à la fondation du Parti ouvrier français.

## Publications

### Romanisme
- Étude critique des chartes de Douai de 1203 à 1275, 1889, S. 431-462
- Lettres de soldat. Étude sur le mélange entre le patois et le français, Halle 1891
- (en) French conversation-grammar, 11. Auflage, London 1895 (Method Gaspey-Otto-Sauer)
- Le Français parlé et écrit aujourd’hui en Angleterre, 1899
- La lignée des poètes français au XIXe siècle, Oxford 1902
- Expressions d'obscurité, Liverpool 1908

### Histoire
- Templeuve en Pévèle. Histoire d’un village, Liverpool 1907, Cambrai 2002
- Le Pays de Pévèle, Liverpool, 1911
- L’occupation de Templeuve par les Allemands et ses suites racontée par trois témoins, 1914 à 1918, Liverpool 1921

### Essais
- Documents de critique expérimentale - Critiques sur Wagner, Paris 1887, avec Pierre Bonnier
- Milieux d’art, Liverpool 1906, 1925
- L’être spécial, Liverpool 1909
- Monographie du mensonge - Essai sur la casuistique, Liverpool 1913